# Chantal (ort)
Chantal är en ort i Haiti.   Den ligger i departementet Sud, i den sydvästra delen av landet, 170 km väster om huvudstaden Port-au-Prince. Chantal ligger 54 meter över havet och antalet invånare är 1 848.
Terrängen runt Chantal är platt åt nordost, men åt sydväst är den kuperad. Runt Chantal är det tätbefolkat, med 331 invånare per kvadratkilometer. Närmaste större samhälle är Les Cayes, 15,2 km öster om Chantal. Omgivningarna runt Chantal är en mosaik av jordbruksmark och naturlig växtlighet.